# مجزرة رأس سدر
تعد مذبحة رأس سدر واحدة من أبشع جرائم جيش الاحتلال الاسرائيلي (بالعبرية :טבח ראס סודר ) في 8 يونيو 1967 خلال حرب الأيام الستة حيث حدث قتل جماعي لعشرات أسرى الحرب المصريين، والتي وقعت مباشرة بعد أن احتلت وحدة مظليين من جيش الدفاع الاسرائيلي مدينة رأس سدر

## اكتشاف المجزرة
في عام 2000 بمدينة رأس سدر جنوب سيناء، تم العثور على مقبرة جماعية جديدة تضم رفاة الأسرى المصريين من حرب 1967. خلال عملية حفر لإنشاء أساس إحدى المتاجر المحلية، اكتشف العمال عظام بشرية وتأكدوا من وجود جماجم وبقايا ملابس عسكرية وخوذات تعود لجنود مصريين قتلتهم إسرائيل في عام 1967 ودُفنوا في هذه المقبرة الجماعية.
```
أفادت صحيفة 
الوفد
 المصرية عن اكتشاف 
مقبرة جماعية
 في رأس سدر، تحتوي على رفات 52 سجينًا قتلوا على أيدي المظليين الإسرائيليين خلال الحرب، الذين قتلوا الوحدة المستسلمة. وذكر التقرير أن بعض 
الجماجم
 كانت بها ثقوب من طلقات 
الرصاص
، مما يشير إلى الإعدام.
[
4
]
[
5
]
 تم حظر التقارير الأولية في صحيفة 
هآرتس
 الإسرائيلية.
[
6
]
```

في أبريل 2009، ذكرت صحيفة هآرتس أن مدير التلفزيون الإسرائيلي رام لويفي سمع عن المذبحة بعد الحرب بوقت قصير، من زملائه المظليين في وحدته. بعد الإدلاء بشهادته في ميتلا، تم إبعاده عن الوحدة. وتحدث ادعاء آخر بالتفصيل عن حالتي قتل في الموقع وقعتا في 1956 و 1967 على التوالي. تضمن تقرير مفصل اعترافات الضباط الإسرائيليين الذين شهدوا الحادث، والتي تضمنت اعترافًا بأن مجزرة السدر الأحمر كانت إحدى المذابح الجماعية الثلاث التي ارتُكبت تحت إشراف العميد احتياط أرييه بيروه (أيضًا أرييه بيرو)، خلال فترة الاعتقال. حرب عام 1956 وحرب الأيام الستة عام 1967. وشمل الاثنان الآخران عمليات القتل في المحجر بالقرب من ممر ميتلا في سيناء وقتل الضباط المصريين الهاربين على يد الفوج 890 في شرم الشيخ. بعد تقاعده، اعترف بيروه بقتل 49 أسير حرب مصريًا في سيناء في مقابلات.